# Ostrearia australiana
Ostrearia es un género monotípico perteneciente a la familia  Hamamelidaceae. Su única especie:  Ostrearia australiana, es originaria de  Queensland en Australia.

## Taxonomía
Ostrearia australiana fue descrita por Henri Ernest Baillon y publicado en Adansonia 10: 131. 1871.